# Стенлі Мбуру
Стенлі Вайтака Мбуру (9 квітня 2000 , Кенія ) — кенійський легкоатлет, який спеціалізується в бігу на довгі дистанції, призер чемпіонату світу.

## Основні міжнародні виступи
| Рік               | Змагання                      | Місце проведення   | Місце             | Дисципліна        | Результат         | Примітки          |
| Представник Кенія | Представник Кенія             | Представник Кенія  | Представник Кенія | Представник Кенія | Представник Кенія | Представник Кенія |
| ----------------- | ----------------------------- | ------------------ | ----------------- | ----------------- | ----------------- | ----------------- |
| 2017              | Чемпіонат світу серед юнаків  | Найробі, Кенія     | 3                 | 3000 метрів       | 7:50.64           |                   |
| 2018              | Чемпіонат світу серед юніорів | Тампере, Фінляндія | 2                 | 5000 метрів       | 13:20.57          |                   |
| 2022              | Чемпіонат світу               | Юджин, США         | 2                 | 10000 метрів      | 27:27.90          | PB                |